# ستيوارت ماسون
ستيوارت ماسون (بالإنجليزية: Stuart Mason)‏ (2 يونيو 1948 في المملكة المتحدة - 5 فبراير 2006) هو مدرب كرة قدم ولاعب كريكت ولاعب كرة قدم بريطاني في مركز الظهير. لعب مع نادي بانغور سيتي ونادي دونكاستر روفرز ونادي روتشديل ونادي ريكسهام ونادي ريل ونادي كرو ألكساندرا ونادي ليفربول ونادي تشستر سيتي ونادي أوزورتي تاون ‏.

## وصلات خارجية
- ستيوارت ماسون على موقع قاعدة بيانات كرة القدم.إي يو (الإنجليزية)